# Shizuo Kakutani
Shizuo Kakutani (角谷 静夫, Kakutani Shizuo, 28 août 1911 à Osaka - 17 août 2004 à New Haven) est un mathématicien nippo-américain dont le résultat le plus connu est son théorème du point fixe.

## Biographie
Kakutani a étudié à l'université du Tōhoku à Sendai, sous la tutelle de Tatsujirō Shimizu. Relativement tôt dans son cursus, il a passé deux ans à l'Institute for Advanced Study à Princeton, invité par le mathématicien allemand Hermann Weyl. Il y rencontra aussi John von Neumann.
Kakutani a obtenu en 1941 un doctorat de l'université d'Osaka et y a enseigné durant la Seconde Guerre mondiale. Il est retourné à l'Institute for Advanced Study en 1948 et est devenu, en 1949, professeur à Yale – où les étudiants lui ont décerné la médaille DeVane, un prix d'excellence d'enseignement – jusqu'à sa retraite en 1982. Parmi ses étudiants de thèse figure Alexandra Bellow.
Kakutani a reçu deux récompenses majeures de l'Académie japonaise des sciences, le Prix impérial et le prix de l'Académie en 1982, pour ses travaux en général et sur l'analyse fonctionnelle en particulier.
Son nombre d'Erdős est 1.
Sa fille, Michiko Kakutani, est critique littéraire pour le New York Times et a remporté un prix Pulitzer.

## Travaux
Le théorème du point fixe de Kakutani – une généralisation de celui de Brouwer à des fonctions à valeurs ensemblistes – a servi entre autres, en théorie des jeux, à prouver l'existence d'un équilibre de Nash.
Parmi les autres contributions mathématiques célèbres de Kakutani, mentionnons le « gratte-ciel de Kakutani », un concept en théorie ergodique, et sa résolution de l'équation de Poisson par des méthodes d'analyse stochastique (en).
Il a contribué à diffuser la conjecture de Collatz, souvent nommée « conjecture de Syracuse » et parfois « conjecture de Kakutani ».